# 波羅的斯克海峽

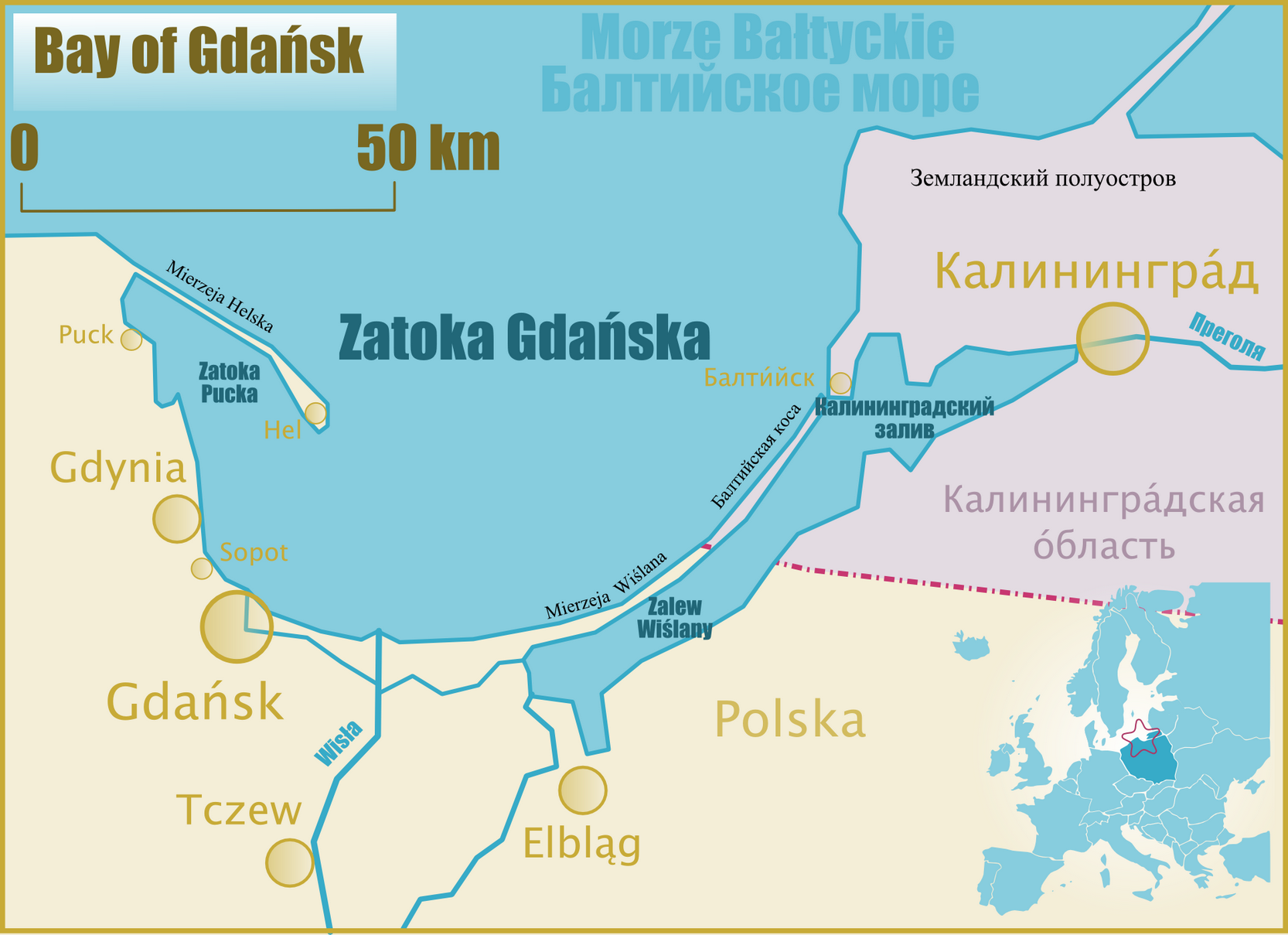

波羅的斯克海峽（Балтийский пролив）是俄羅斯的海峽，位於加里寧格勒以西50公里，由加里寧格勒州負責管轄，連接維斯圖拉潟湖和格但斯克灣，長2公里、寬400米，水深12米。
54°38′28″N 19°52′42″E / 54.64111°N 19.87833°E